# Kegyességgel hívsz, ó Jézus
A Kegyességgel hívsz, ó Jézus egyházi ének a Tárkányi–Zsasskovszky énektárból.
Feldolgozás:
| Szerző       | Mire      | Mű               |
| ------------ | --------- | ---------------- |
| Bárdos Lajos | vegyeskar | Musica Sacra I/2 |

## Kotta és dallam
| Kegyességgel hívsz, ó Jézus, Atyai szent kebledre, Hozzád megyünk mindahányan, Kik meg vagyunk terhelve.    | A mennyei szent karokkal Engedd, Uram, zengenünk: Légyen áldás és dicséret Neked, édes Istenünk. | Oltárodhoz azért jöttünk Követvén hívásodat, Hogy megnyerjük az enyhülést, A te szent malasztodat.         | Kihez menjünk, Uram Jézus? Igazság, út csak Te vagy, Benned hiszünk és reménylünk, Soha, soha el ne hagyj! |
| Itt van, mit a végvacsorán, Jézus, értünk szerzettél, És a kínos szent keresztfán Szent véreddel rendeltél. | Áradjon ránk, kegyes Jézus! Ez áldozat érdeme, És hagyj benned elmerülni, Irgalomnak tengere.    | A tiszta szív érzelmével Zengjen buzgó énekünk: Szent az Isten, szent az Isten, Szent vagy, édes Istenünk! | |

## Felvételek
- Kegyességgel 1 - Mise ének - H226. www.szolgalohittan.hu (Hozzáférés: 2017. február 10.) (audió) arch 2. rész.
- Szvu - 226 Kegyességgel hívsz ó Jézus. YouTube (2016. augusztus 7.)  (Hozzáférés: 2017. február 10.) (audió)